# Turnkey-Lösung
Der Begriff Turnkey-Lösung oder auch Turnkey Solution (engl. für schlüsselfertige Lösung) hat sich inzwischen als gängiger Terminus für Angebote oder Produkte aller Art durchgesetzt, die der Kunde bei Übernahme ohne weiteren Aufwand sofort nutzen oder einsetzen kann. Einst für den Baubereich entwickelt (schlüsselfertig bauen), findet sich der Begriff heute als Mehrwertdienst in fast allen Branchen, meist im Sinne einer Komplettlösung.
Unternehmen und Dienstleister generieren aus diesem ganzheitlichen Vorgehen einen Wettbewerbsvorteil, um sich gegenüber Konkurrenten abzugrenzen. Der Auftraggeber kommuniziert in der Regel über eine Schnittstelle mit einem zentralen Ansprechpartner, der das gesamte Projekt koordiniert. Dieser feste Partner überwacht sämtliche Prozesse und Kosten und dokumentiert für den Kunden den Fortgang der Arbeiten.
Turnkey Solutions können im Normalfall – nach der symbolischen Schlüsselübergabe – sofort und ohne Anpassungen genutzt werden. Es sind meist maßgeschneiderte Individuallösungen im Gegensatz zu seriengefertigten Commercials-off-the-shelf (englisch für „Kommerzielle Produkte aus dem Regal“), die in hoher Stückzahl hergestellt werden und deshalb deutlich günstiger produziert werden können.

## Allgemeine Bedeutung
Turnkey bezieht sich auf etwas, das für den sofortigen Einsatz bereit ist. In der Regel für den Verkauf oder die Lieferung von Waren oder Dienstleistungen. Turnkey Solutions werden von Generalunternehmern oder Anbieterkoalitionen angeboten. Der Generalunternehmer bildet die Schnittstelle zwischen Investor, Projektsteuerer und Betreiber auf der einen Seite sowie dem Planer, den einzelnen Gewerken und den Funktionsebenen im Unternehmen auf der anderen Seite. Er entlastet alle Projektbeteiligten an den besonders sensiblen Schnittstellen, wo oft hohe Reibungsverluste auftreten. Durch die nahtlose Abwicklung werden Projektzyklen deutlich kürzer.
Schlüsselfertige Lösungen gibt es auch in Form fertig montierter Teile oder ganzer Systeme. Sie sind ohne weitere Vorarbeiten sofort nutzbar und in bestehende Anlagen zu integrieren, müssen also von einem Unternehmen nicht aufwändig selbst entwickelt oder hergestellt werden. Dasselbe gilt für komplett gefertigte Anlagen, die im Ganzen zugekauft werden. Bei der offenen Generalunternehmung bleibt es dem Kunden freigestellt, welche Gewerke eines Gesamtpakets er in Eigenleistung erbringt und welche er an einen zentralen Auftragnehmer vergibt. Der Begriff wird z. B. auch in der Bauindustrie genutzt, wobei er sich auf die Bündelung von Material- und Arbeitskosten durch Subunternehmer bezieht. Ein „schlüsselfertiges“ Angebot von einem Klempner würde somit alle benötigten Teile (WC, Badewanne, Armaturen, Rohrleitungen etc.) sowie die Arbeitsleistung, ohne jegliche Beteiligung der Generalunternehmer, umfassen.

## Bedeutung in der Geschäftswelt
Bei einer Turnkey-Vereinbarung sind verschiedene Einheiten verantwortlich für die gesamte Umsetzung eines Teilbereichs eines Gesamtprojekts. Ein großes Projekt wird so in kleinere „unabhängige“ Teilprojekte untergliedert, die von unabhängigen Dienstleistern umgesetzt und „schlüsselfertig“ übergeben werden. Als Beispiel kann bei der Erschaffung einer neuen Produktionsanlage die gesamte Infrastruktur-Komponente (Straßen/Kanalisation etc.) als Turnkey-Projekt „ausgelagert“ werden.
Turnkey Solutions sind vor allem in der Retail-Branche (Einzelhandel) zur gängigen Praxis geworden und haben sich im Ladenbau als bewährtes Mittel zum Zweck etabliert. Full-Service-Anbieter übernehmen heute für ihre Auftraggeber sämtliche Arbeiten und bieten eine durchgängige Fertigungskette. Ihre einzelnen Glieder reichen von der Planung und Konzeption über den Bau oder den Umbau eines Stores mit eigener Möbelfertigung bis zur Endmontage und permanenten Qualitätskontrolle.
Im Idealfall zählt dazu auch ein After-Sales-Service mit dauerhafter professioneller Betreuung. Der Umfang dieses Maintenance-Services definiert sich nach den Anforderungen des Kunden. In der Regel sind davon sämtliche Wartungen und Reparaturen eines Shops erfasst, aber auch die effiziente Abstimmung technischer und energetischer Prozesse von Heizungs-, Lüftungs- und Klimaanlagen oder der Beleuchtung. Zu den Zusatzleistungen gehören ein Notruf- und Alarmsystem. Manche Generalunternehmer übernehmen bei Auszug des Mieters auch den Rückbau eines Stores. Sie verpacken, versenden und lagern nach Art eines Logistikers das Mobiliar und regeln die Formalitäten bei der Übergabe der Fläche an den Vermieter.
Für die Retail-Branche bedeutet schlüsselfertiger Ladenbau in der Regel Preis- und Terminsicherheit. Dem Generalunternehmer steht dafür ein versiertes Team interner und externer Fachleute zur Verfügung. Zu ihnen zählen Architekten und Designer ebenso wie Handwerker oder Techniker. Einige Anbieter haben ihren Leistungsumfang noch erweitert: Sie klären für ihre Kunden länder- oder standortspezifische Fragen, die schon vor dem Bau oder Umbau eines Stores auftauchen, etwa mit Ämtern und Behörden, und reichen bei Bedarf auch den Bauplan ein.

## Spezielle Benutzung des Begriffs
Schlüsselfertige Lösungen gibt es auch für andere Bereiche, etwa als Turnkey Solutions im Anlagen- und Kraftwerkbau, als Business-Lösungen bei Software-Prozessen oder als Marketing-Lösungen zur besseren Vermarktung von Unternehmen.
In der Bauindustrie wird der Begriff Schlüsselfertiges Bauen für ein Komplettangebot benutzt, bei dem der Auftraggeber oder Käufer das Objekt einzugsbereit übernehmen kann.